# سام بارسونز
سام بارسونز (بالألمانية: Sam Parsons؛ بالإنجليزية: Sam Parsons) هو عداء مسافات طويلة أمريكي وألماني، ولد في 18 يونيو 1994.

## وصلات خارجية
- سام بارسونز على موقع الاتحاد الدولي لألعاب القوى (الإنجليزية)